# Rickia huggertii
Rickia huggertii är en svampart som tillhör divisionen sporsäcksvampar, och som beskrevs av Jean Balazuc. Rickia huggertii ingår i släktet Rickia, och familjen Laboulbeniaceae. Arten är reproducerande i Sverige.